# Jan Tadeusz Bułharyn
Jan Tadeusz Krzysztof Bułharyn, także Faddiej Wieniediktowicz Bułgarin, ros. Фаддей Венедиктович Булгарин (ur. 5 lipca 1789 w majątku Pereszewo w woj. mińskim, zm. 13 września 1859 w majątku Karłowo k. Tartu) – pisarz, krytyk, dziennikarz wydawca, był płatnym osobowym źródłem informacji III Oddziału Kancelarii Osobistej Jego Cesarskiej Mości.

## Życiorys
Pochodził ze szlacheckiej rodziny o tatarskich korzeniach, pieczętującej się herbem własnym – Bułharyn. Imię otrzymał na cześć Tadeusza Kościuszki. W dzieciństwie wyjechał wraz z matką do Sankt-Petersburga, gdzie wstąpił do korpusu kadetów. W czasie nauki zaczął pisać baśnie i satyry.
Brał udział w wojnach z Francją, był ranny w bitwie pod Frydlandem i odznaczony za tę bitwę. Uczestniczył w wojnie ze Szwecją. Z powodu pisania satyr został zwolniony z wojska (1811). Został zwerbowany do francuskiej Wielkiej Armii; brał udział w kampanii 1812 roku, za którą został odznaczony Legią Honorową V klasy i awansowany do stopnia kapitana.
W 1812 roku w toku bitwy nad Berezyną poddał się do niewoli rosyjskiej. Od 1816 roku mieszkał w stolicy Imperium Rosyjskiego, a potem w Wilnie. Zarządzał pobliskim majątkiem rodzinnym i publikował, początkowo anonimowo, w języku polskim, w wileńskich pismach: „Dziennik Wileński”, „Tygodnik Wileński”, „Wiadomości Brukowe”. 
Działalność literacką i wydawniczą znacznie rozwinął w Sankt Petersburgu, do którego udał się w 1819 roku. Nawiązał znajomości z czołówką miejscowych literatów. Pracował w osobistej kancelarii Imperatora Wszechrusi. Wiadomo, że zajmował w swojej działalności literackiej stanowisko prodworskie; był cenzorem i donosicielem policji imperialnej. Pomagał w ucieczce Adama Mickiewicza z Rosji. Należał do czołówki rosyjskich konserwatystów. Bułharynowi poświęcili krytyczne epigramy czołowi poeci Rosji – Aleksander Puszkin i Michaił Lermontow. Z kolei Bułharyn intensywnie krytykował w swoich utworach Puszkina. 
Pochowany został w Tartu.

## Działalność literacka
Publikował w gazetach wileńskich i sanktpetersburskich, początkowo anonimowo i w języku polskim. Od 1820 publikował także po rosyjsku, z czasem coraz częściej. Początkowo chętnie propagował polską historię i kulturę; pisał artykuły na polskie tematy, tłumaczył polskich autorów. Pisał także wiersze, bajki, opowiadania, powieści. Za jego najważniejsze dzieło uchodzi Iwan Wyżygin z 1829 roku. 

## Działalność wydawnicza
Położył istotne zasługi w rozwój wydawnictw kulturalnych w Rosji. Założył pierwszy w Rosji almanach teatralny Russkaja Talija (1825). W latach 1822–1829 wydawał gazetę Siewiernyj archiw, w latach 1825-1829 współredagował i wydawał pismo Syn otiecziestwa, później połączony z Siewiernym Archiwem i wydawany jako Syn otiecziestwa i Siewiernyj archiw. Za najważniejszą uznawana jest jego działalność jako wydawcy pierwszej prywatnej rosyjskiej i politycznej gazety Siewiernaja pczieła (od 1825 roku do śmierci). 

## Literatura dodatkowa
- Stefan Piekarek: Bułharyn Tadeusz. W: Polski Słownik Biograficzny. T. 3: Brożek Jan – Chwalczewski Franciszek. Kraków: Polska Akademia Umiejętności – Skład Główny w Księgarniach Gebethnera i Wolffa, 1937, s. 131. Reprint: Zakład Narodowy im. Ossolińskich, Kraków 1989, ISBN 83-04-03291-0